# Лосоюела-Навас-Сьєтеіглесіас
Лосоюела-Навас-Сьєтеіглесіас (ісп. Lozoyuela-Navas-Sieteiglesias) — муніципалітет в Іспанії, у складі автономної спільноти Мадрид. Населення — 1082 особи (2010).
Муніципалітет розташований на відстані близько 55 км на північ від Мадрида.
На території муніципалітету розташовані такі населені пункти: (дані про населення за 2010 рік)
- Навас-де-Буїтраго: 61 особа
- Сьєтеіглесіас: 165 осіб
- Фуенте-Бланкілья: 0 осіб
- Лосоюела: 845 осіб
- Масакорта: 4 особи
- Мохонерас-і-Ангостільйос: 0 осіб
- Лос-Ромпідос: 0 осіб
- Лас-Томільєрас: 0 осіб
- Дееса-де-Навас: 0 осіб
- Лос-Пеньйотес: 7 осіб

## Демографія
Динаміка населення (INE ):

## Галерея зображень

Розташування муніципалітету у автономній спільноті Мадрид